# ميلارد هايوود
ميلارد هايوود (بالإنجليزية: Millard Haywood)‏ هو رسام أمريكي، ولد في 31 أغسطس 1853، وتوفي في 1911.